# Chiesa di Santa Maria Maggiore e San Leoluca
La chiesa di Santa Maria Maggiore e San Leoluca è il principale luogo di culto cattolico di Vibo Valentia, situato a 497 metri s.l.m. nell'omonima Piazza San Leoluca. Costruito sopra i resti di una più antica basilica danneggiata dai terremoti, è decorato da numerosi e pregevoli stucchi barocchi e conserva importanti opere d'arte, fra cui il trittico statuario di Antonello Gagini, opera rinascimentale.

## Storia
L'attuale chiesa principale di Vibo Valentia sorge dove esisteva anticamente una cattedrale bizantina probabilmente del IX secolo, che venne fortemente danneggiata durante i terremoti del 1638 e 1659. Resa ormai pericolante e inagibile, fu colta l'occasione per un rinnovo definitivo, in termini di dimensioni e di gusto architettonico. Nel 1680 ebbero inizio i lavori di costruzione della nuova chiesa su progetto di Francesco Antonio Curatoli. Il progetto del Duomo nuovo era inizialmente più ampio, ma venne in seguito ridimensionato su pressione dei vicini padri domenicani per il fatto che il nuovo edificio, con la sua mole, avrebbe oscurato la loro chiesa. Il cantiere si protrasse per una quarantina d'anni e fu ultimato nel 1723, a un anno dalla morte del suo progettista. Appena costruita, la chiesa presentava al posto dell'attuale frontone una grande corona basilicale e vi era anche una cupola con lanterna. L'edificio venne consacrato nel 1766.
Nel 1783, solamente diciassette anni dopo la consacrazione, un forte terremoto danneggiò la struttura, lesionando la cupola, che venne abbattuta. L'interno fu restaurato su progetto di Emanuele Paparo. Detti lavori si svolsero nel 1817; gli stucchi furono eseguiti dal pittore Fortunato Morano, che seguì i disegni di Paparo. In casa Morani a Polistena si conservano ancora disegni originali e capitelli in gesso. Anche la facciata viene parzialmente ricostruita, donandole l'aspetto attuale. 
Nell'Ottocento l'edificio subì nuovi interventi: in particolare vennero aggiunti i vari affreschi neoclassici.

## Descrizione

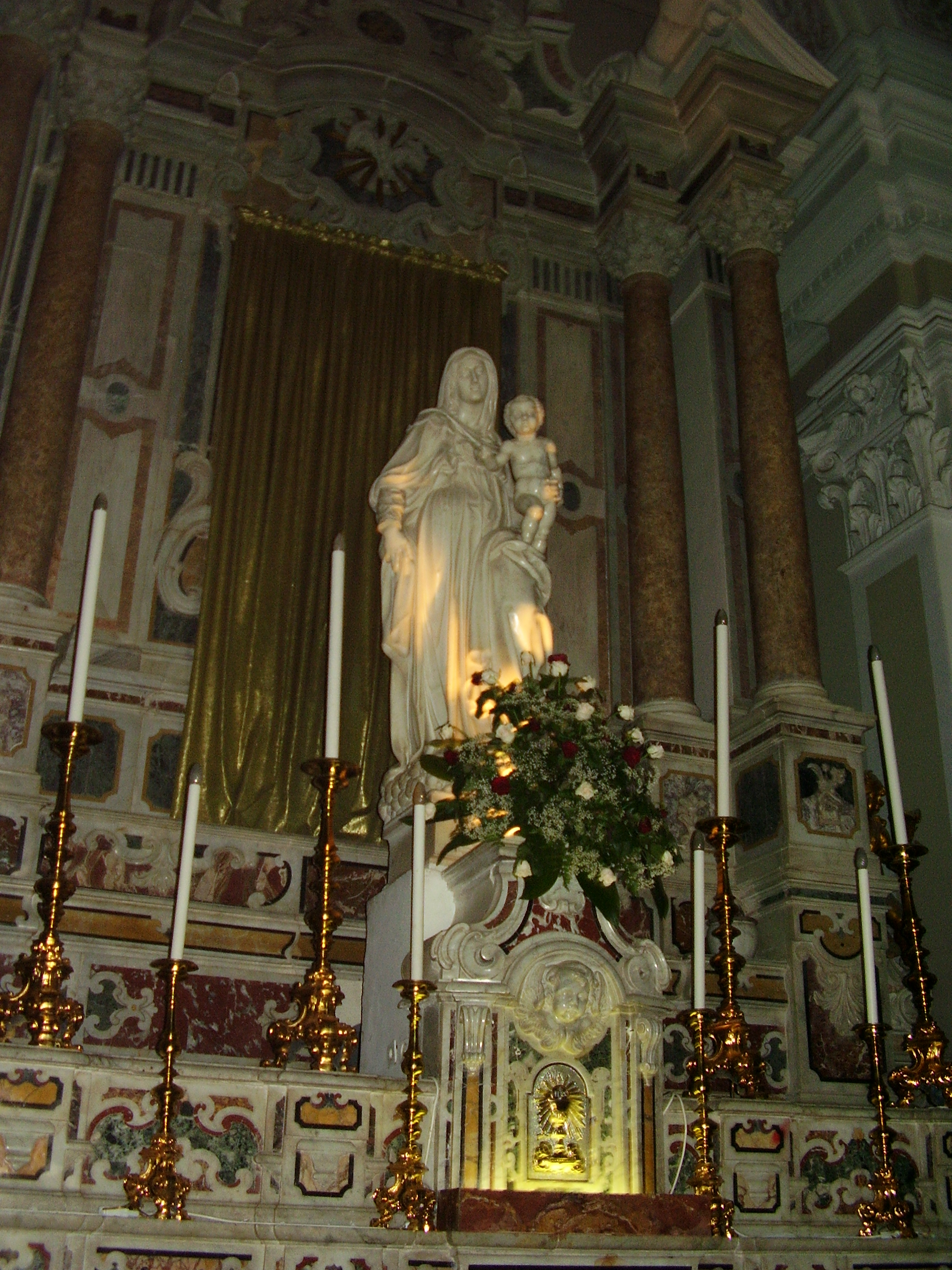
L'altare maggiore

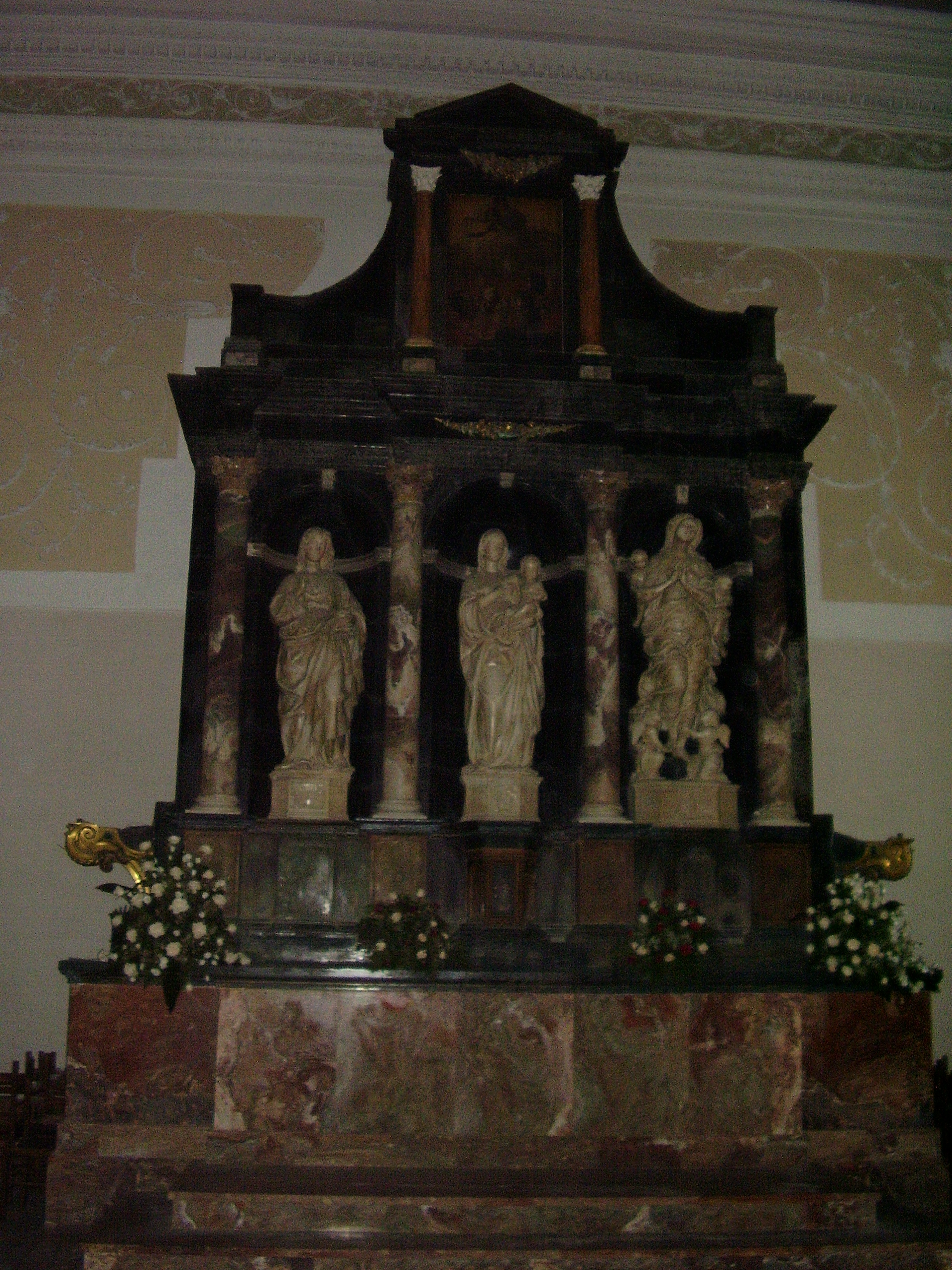
Il Trittico di Antonello Gagini

### Esterno
All'esterno, la chiesa presenta una facciata moderatamente barocca, un poco plastica e con vaghi accenni rinascimentali. Sono presenti un corpo centrale, che costituisce la facciata vera e propria della chiesa, e due campanili gemelli laterali, che chiudono al loro interno il prospetto della chiesa. Facciata e campanili sono collegati da un motivo unitario di lesene su due ordini, quello inferiore tuscanico e quello superiore ionico, separati da un cornicione che, al centro, si piega verso l'alto seguendo i profili del portale sottostante e della finestra al di sopra, evidenziando così maggiormente la zona centrale e focale del prospetto. L'ordine superiore di lesene sostiene un altro cornicione, sul quale si impostano il timpano triangolare del corpo centrale e le celle campanarie dei due campanili, che proseguono verso l'alto con un ulteriore ordine di lesene ioniche, chiuse in sommità da un ultimo cornicione e da una copertura a cupola. Unici elementi plastici del corpo centrale sono i vari fregi e le cornici che decorano il portale d'ingresso e il finestrone superiore, mentre i due campanili, soprattutto grazie alle varie nicchie presenti e alle relative cornici, sono caratterizzati da una maggiore plasticità.

### Interno
Internamente, la chiesa è impostata su una pianta a croce latina, con navata unica e transetto. Sull'intersezione fra quest'ultimo e la navata era presente la cupola, inserita nel progetto originario e poi abbattuta dopo il terremoto del 1783. L'imposta è ancora presente, così come parte del tamburo con i finestroni circolari, ma a questo livello l'alzato si interrompe bruscamente ad è concluso da una generica copertura a volta. Le pareti dell'aula sono ritmate da lesene di ordine corinzio, ornate da numerosi ed elaborati stucchi bianchi che ricoprono anche la volta a botte di copertura. Sono inoltre presenti quattro cappelle laterali, due per lato.

### Opere d'arte
La chiesa custodisce al suo interno un maestoso altare maggiore settecentesco in marmi policromi di notevole fattura. dal quale emerge la statua rinascimentale della Madonna della Neve. L'opera di maggior valore qui conservata nella Cappella del Purgatorio resta però il celebre Trittico statuario rinascimentale di Antonello Gagini, eseguito fra il 1523 e il 1524 e fatto trasportare all'interno della chiesa da Emanuele Paparo nel 1810. L'opera si trovava precedentemente nella chiesa di Santa Maria del Gesù, nota anche come chiesa di Santa Maria la Nova. Il trittico è composto da una ordinata cornice architettonica in marmo scuro con colonne corinzie, che inquadra tre nicchie dove trovano posto, da sinistra a destra, le statue della Madonna delle Grazie, di San Giovanni Evangelista e di Santa Maria Maddalena. Quest'ultima, in particolare, grazie al suo armonico equilibrio delle parti è considerata un capolavoro della statica. Il coronamento superiore del trittico, con affresco centrale e volute, è da considerarsi aggiunta successiva. La chiesa è poi ornata da elaborati stucchi, anch'essi opera settecentesca, e dai quadri di Emanuele Paparo che si ispirano ad opere pittoriche di varie epoche.
Ai lati della Cappella di San Basilio sono documentate la Vergine con bambino e San Luca Evangelista.
Giorgio Vasari nelle sue cronache, riferendosi all'artista Antonello Gagini come "Antonio da Carrara" scultore rarissimo, documenta le opere censite in Calabria, in particolare quelle commissionate da Ettore Pignatelli, conte e duca di Monteleone, viceré di Sicilia, custodite a Monteleone. Nella fattispecie fa riferimento alle tre diverse raffigurazioni della Vergine Maria: la Madonna delle Grazie, la Madonna della Neve, la Madonna col bambino destinate in origine alla chiesa di Santa Maria del Gesù o Santa Maria la Nova dell'Ordine dei frati minori osservanti. Le commissioni sono state rielaborate in corso d'opera, arricchendosi rispettivamente delle figure di San Giovanni Evangelista e Santa Maria Maddalena, San Luca Evangelista, dando luogo a tre distinti aggregati scultorei custoditi nel medesimo luogo di culto.

### Organo a canne
Sulla cantoria in controfacciata, si trova l'organo a canne Gaetano Cavalli opus 413, costruito nel 1894.
Lo strumento è racchiuso all'interno di un'artistica cassa lignea dipinta e scolpita in stile barocco, che incornicia il finestrone della controfacciata. La trasmissione è integralmente meccanica e la consolle, ha finestra, ha un'unica tastiera di 58 note e pedaliera di 27 note.